# Max Stirner
Max Stirner, właśc. Johann Kaspar Schmidt (ur. 25 października 1806 w Bayreuth, zm. 25 czerwca 1856 w Berlinie) – filozof niemiecki, główny teoretyk indywidualizmu, twórca egoizmu stirnerowskiego, wpłynął na rozwój anarchoindywidualizmu oraz anarchoegoizmu (mimo że anarchistą się samemu nigdy nie nazwał, a swoich myśli nie określał jako anarchistyczne), autor książki Jedyny i jego własność.

## Życie i twórczość
Stirner urodził się jako jedyne dziecko luterańskiej rodziny mieszkającej w Bayreuth.
Stirner to przezwisko, utworzone od dużego czoła i wykorzystane przez Schmidta jako pseudonim literacki, a potem także jako nazwisko. Jego ojciec zmarł, gdy Stirner miał 6 miesięcy. Chłopak był wychowywany przez matkę, a następnie przez ciotkę, która zajęła się nim, gdy matka ponownie wyszła za mąż i wyjechała z Bayreuth do Chełmna, gdzie mieszkał do 12 roku życia. Stirner skończył studia bez żadnego tytułu, tylko z wyróżnieniem naukowym na uniwersytetach w Berlinie, Erlangen i Królewcu. W Berlinie uczęszczał na trzy wykłady Hegla: filozofia religii, historia filozofii i filozofia subiektywnego ducha (która dotyczyła struktur poznawczych i procesów indywidualnego umysłu).
Pod koniec studiów Stirner poświęcił swój czas sprawom rodzinnym w związku z chorobą psychiczną matki. W 1832 roku wrócił wraz z matką do Berlina, gdzie szukał pracy jako nauczyciel (w 1837 matkę Stirnera przyjęto do szpitala psychiatrycznego, gdzie zmarła 3 lata po jego śmierci). W końcu znalazł pracę w prywatnej szkole jako nauczyciel łaciny. W tym czasie poślubił Agnes Butz (1815–1838), nieślubną córkę właścicielki mieszkania, które wynajmował. W sierpniu 1838 roku Agnes zmarła podczas porodu.
W latach 1839–1844 Stirner mieszkał w Berlinie. Otrzymał pracę w prywatnej szkole dla dziewcząt i spędził pięć lat ucząc historii i literatury. Poza nauczaniem, Stirner zaczął uczęszczać do kawiarenek, w których spotykali się intelektualiści w Berlinie. Bywał w czytelni imienia Willibald Alexisa, popołudnia spędzał w Cafe Stehely, a od 1841 był regularnym gościem w winiarni Hippel przy ulicy Friedrichstrasse. Było to miejsce spotkań wolnomyślicielskiego kółka młodoheglistów, skupionych wokół Bruno Bauera. Do grupy należała także Marie Dähnhard, która została drugą żoną Stirnera (jej dedykowany jest Jedyny i jego własność). W tym środowisku pomimo niewielkiej siły przebicia, Stirner zyskał szacunek dla swoich poglądów: wrogości do religii, nietolerancji umiarkowania i zdolności do wywoływania zagorzałych kłótni. Przez krótki czas pojawiali się u Hippla Marks i Engels, a rysunek Engelsa jest jedynym istniejącym portretem Stirnera.
W okresie berlińskim Stirner zaczął publikować. Kilka jego tekstów typowo dziennikarskich ukazało się w lokalnych gazetach wychodzących w Berlinie: Rheinische Zeitung i Leipziger Allgemeine Zeitung. Napisał recenzję Trąby Sądu Ostatecznego (1842) Bruno Bauera, gdzie ten ostatni atakuje Hegla, i artykuł o pedagogice Fałszywe zasady naszej edukacji (1842). Pisma te szkicowały pogląd na jego późniejszą pracę. W tym okresie Stirner wspominał już, że pracuje nad książką, ale niewielu jego znajomych brało to poważnie. Jedyny i jego własność ukazał się w 1844 w Lipsku, wydany w nakładzie 1000 egzemplarzy.
Książka odniosła sukces wśród krytyków. Przyciągnęła uwagę takich osób jak Bettina von Arnim (wpływowa postać w berlińskich kręgach literackich) czy Kuno Fischer, wywołała też oddźwięk u lewicowych heglistów takich jak: Bruno Bauer, Ludwig Feuerbach, Mojżesz Hess i Arnold Ruge, którzy polemizowali ze Stirnerem. Mimo to Jedyny i jego własność nie był sukcesem finansowym ani literackim. Stirner, który przestał nauczać zanim książka została wydana, a wcześniej wydał majątek swojej żony i musiał prosić o pożyczkę na łamach Vossische Zeitung. Marie Dähnhardt zostawiła go pod koniec 1846 roku. Wiele lat później biograf Stirnera John Henry Mackay odnalazł ją w angielskiej społeczności rzymskokatolickiej. Odmówiła spotkania osobiście, ale napisała do niego opisując Stirnera jako chytrego człowieka, którego ani nie szanowała, ani nie kochała, a ich związek jako tylko wspólne życie, ale nie małżeństwo.
Od 1847 Stirner prowadził spokojne życie, coraz bardziej determinowane przez biedę. Był odcięty od ówczesnych wydarzeń (np. zignorował rewolucję w 1848). Kontynuował pisarstwo z przerwami, tłumaczył na niemiecki książki ekonomiczne Jean-Baptiste Saya i Adama Smitha oraz pisał dla Oesterreichischen des Journal Lloyd. Głównym problemem Stirnera było w tym okresie unikanie wierzycieli, zmieniał często miejsce pobytu. Nie udało mu się jednak uniknąć dwukrotnego pobytu w więzieniu za długi w 1853 i 1854.
W maju 1856 znalazł się w Berlinie, będąc nadal w kłopotach finansowych. Ukąszony przez owada zapadł w gorączkę i po osłabieniu zmarł 25 czerwca.